# Totenfolge
Die Totenfolge ist eine Sitte, bei der Hinterbliebene einem Verstorbenen in das Grab folgen. Die Totenfolge war in vielen Kulturen verbreitet, wie zum Beispiel bei den Skythen, zur Hallstattzeit und in China. Im Rahmen der Totenfolge wurde männlichen Verstorbenen außer Grabbeigaben wie Hausrat, Waffen, Haus- und Reittieren auch Menschen mit ins Grab gegeben, die dabei getötet wurden. Mögliche Opfer waren ihre Frauen, Bedienstete oder Gefolgsleute.
Bei der Witwenfolge folgt die Witwe ihrem verstorbenen Mann in das Grab. Dies geschieht durch Tötung durch andere oder durch Selbstmord. In Indien ist die Witwenverbrennung noch bis in die Gegenwart zu beobachten.